# Fossoppia calcarata
Fossoppia calcarata är en kvalsterart som beskrevs av Sandór Mahunka 1994. Fossoppia calcarata ingår i släktet Fossoppia och familjen Oppiidae. Inga underarter finns listade i Catalogue of Life.